# کاکتوس (مجموعه تلویزیونی)
کاکتوس نام سه مجموعه تلویزیونی بود که به کارگردانی محمدرضا هنرمند ساخته شده بود و بین سال‌های ۱۳۷۷ و ۱۳۸۳ از صدا و سیمای جمهوری اسلامی ایران پخش می‌شد. سری اول این مجموعه تلویزیونی در سال ۱۳۷۷، سری دوم در سال ۱۳۷۹ و سری سوم آن در سالهای ۱۳۸۳-۱۳۸۲ ساخته و از شبکه اول سیما پخش گردید. این مجموعه تلویزیونی با دیدی طنزآمیز و انتقادی به مسائل اجتماعی و سیاسی روز می‌پرداخت.

## بازیگران
- سیروس ابراهیم‌زاده
- خسرو شکیبایی
- رسول نجفیان
- فتحعلی اویسی
- رضا فیض نوروزی
- سروش صحت
- زهره مجابی

## جوایز و نامزدها[۳][۴]
| ۱۳٨٢ | هفتمین جشن حافظ |                              |                             |          |
| ۱۳٨٢ | هفتمین جشن حافظ | بهترین بازیگر کمدی تلویزیونی | رضا فیض نوروزی برای کاکتوس٢ | نامزدشده |
| ۱۳٨۴ | هشتمین جشن حافظ |                              |                             |          |
| ۱۳٨۴ | هشتمین جشن حافظ | بهترین بازیگر کمدی تلویزیونی | رضا فیض نوروزی برای کاکتوس٣ | نامزدشده |